# Oltacola gomezi
Oltacola gomezi es una especie de arácnido  del orden Solifugae de la familia Ammotrechidae.

## Distribución geográfica
Se encuentra en la provincia de la rioja Argentina.